# Saint-Froult
Saint-Froult är en kommun i departementet Charente-Maritime i regionen Nouvelle-Aquitaine i västra Frankrike. Kommunen ligger  i kantonen Saint-Agnant som ligger i arrondissementet Rochefort. År 2022 hade Saint-Froult 390 invånare.

## Befolkningsutveckling
Antalet invånare i kommunen Saint-Froult
Referens:INSEE